# Eukiefferiella alia
Eukiefferiella alia är en tvåvingeart som beskrevs av Pankratova 1950. Eukiefferiella alia ingår i släktet Eukiefferiella och familjen fjädermyggor. Inga underarter finns listade i Catalogue of Life.